# Ivan Mládek

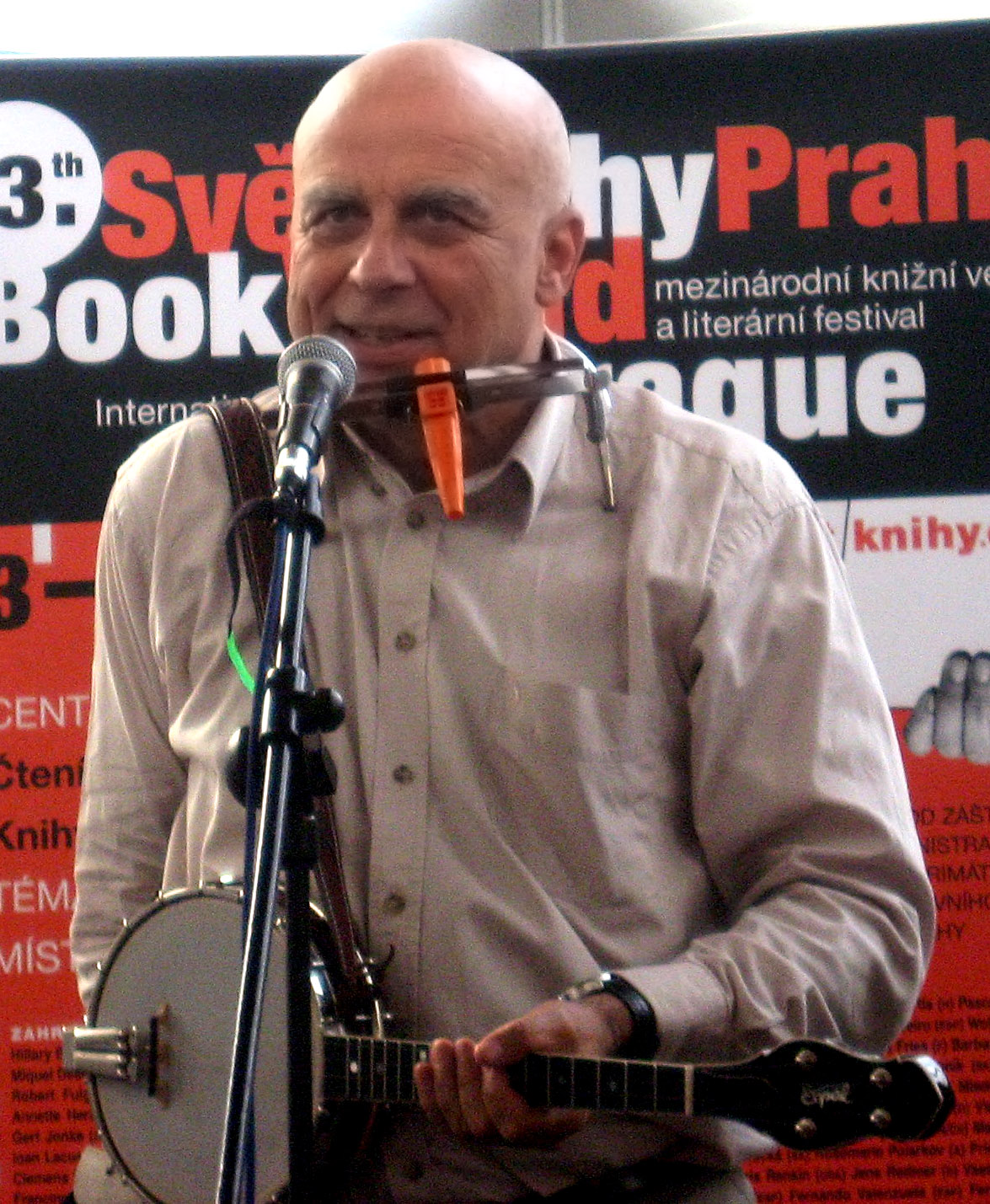
Ivan Mládek

Ivan Mládek (ur. 7 lutego 1942 w Pradze) – czeski piosenkarz, autor tekstów, kompozytor, muzyk, malarz i komik.
Wychowywał się w Pradze. Jego ojciec był prawnikiem i malarzem. Mládek uczył się od niego malarstwa, ale całkowicie poświęcił się karierze muzycznej, zajmując się malarstwem jedynie hobbystycznie. W 1966 założył zespół Banjo Band.
W 1968 wyemigrował na krótko do Francji. Napisał ponad 400 utworów (stan na rok 2007). Jest żonaty, ma syna imieniem Štěpán.

## Znane utwory
Wśród polskich użytkowników Internetu na przełomie roku 2007 i 2008 dużą popularność zyskało telewizyjne wykonanie z 1977 jego piosenki „Jožin z bažin” („Józek z bagien”), z ekspresyjnym tańcem Ivo Pešáka, przypomniane polskim widzom przez portal Joe Monster.org i przez program Szkło kontaktowe nadawany przez TVN24 oraz w tygodniku Przekrój. W serwisie należącym do koncernu Agora – widelec.pl – piosenka ta zajęła drugie miejsce w „Rankingu 2007”. W lutym 2008 Kabaret pod Wyrwigroszem sparodiował utwór, nawiązując do polskiej polityki, wykonując utwór pt. „Donald marzy”.

## Dyskografia

### LP
- Dobrý den! Panton 1976
- Na shledanou! Panton 1977
- Jožin z bažin Panton 1978
- Ej, Mlhošu, Mlhošu! Panton 1979
- I. Mládek uvádí L. Sobotu Panton 1979
- Přeposlední leč Panton 1980
- Guten Tag! Panton 1981
- Úterý (Oral Stories) Panton 1981
- I. Mládek zase uvádí L. Sobotu Panton 1982
- Moje rodina (+ Oral Stories) Panton 1983
- Banjo z pytle ven! Panton 1985
- Potůčku, nebublej! Panton 1986
- Ta country česká Multisonic 1989
- Pepa z Kadaně (śpiewane przez Josefa Dvořáka) Punc 1990
- Škola zvířátek (Dagmar Patrasová) Tommu 1991

### CD
- Ta country česká Multisonic 1991
- The Best Of Banjo Band I. Panton 1992
- The Best Of banjo Band II. Panton 1993
- Vykopávky Multisonic 1993
- Řeky (z zespołem Zelenáči) EMG 1993
- Pohádky a jiné povídačky (stories) Monitor 1994
- V hospodě u šesti trampů BaM Music 1994
- Písničky Čundrcountry show I BaM Music 1994
- Písničky Čundrcountry show II. BaM Music 1995
- Dobrý den! (+6x bonus) Bonton 1996
- Písničky na chatu Bonton 1998
- Na shledanou! (+6x bonus) Bonton 1999
- Sweet Sue (stories Lenka Plačková) Fonia 2000
- Anekdoty do 1. i 4. cenové skupiny
- Písně o lásce a pravdě BaM Music 2000
- Do hlavy ne! Radio servis 2001
- Děda Mládek Ilegal Band BaM Music
- Děda Mládek Ilegal Band II. BaM Music
- Proč mě ženy nemaj rády Warner Music 2002
- Milan Pitkin v Coutry estrádě 1 Noveta
- Milan Pitkin v Coutry estrádě 2 Noveta
- V Mexiku v taxiku (Dušan Barczi) Barci Music 2002
- Dáme si eště raz! (Dušan Barczi) Barci Music 2003
- ... a vo tom to je! D. J. World 2002
- 60 nej Sony Music 2003
- U. S. evergreeny Popron 2006
- Zápisky šílencovy – triogie Úterý Supraphon Music 2007
- Ňu, ňu, ňu! B.M.S. Music 2007
- Jožin z bažin w Polsce B.M.S. Music 2008

## Powiązania

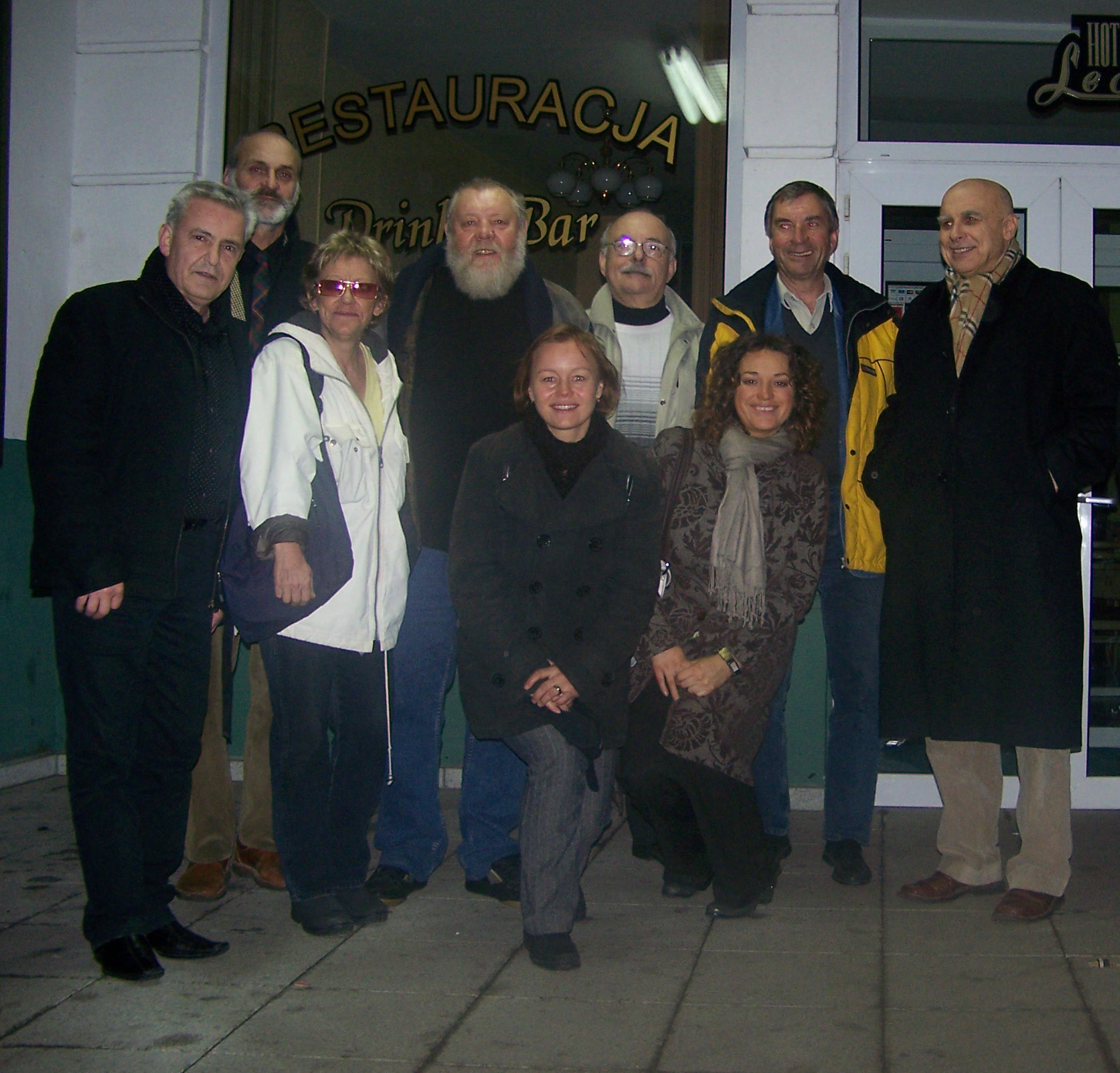
Banjo Band przed Hotelem Lech w Poznaniu

Ivan Mládek współpracuje między innymi z takimi artystami, jak: Lenka Plačková, Milan Pitkin, Jan Mrázek, Vítězslav Marek, Libuše Roubychová (Libuna), Lenka „Kalamity” Šindelářová, Pavel Skalník i inni. Część z nich tworzy zespół Banjo Band. Współpracował także z Ivem Pešákiem.